# MacMillan (Mondkrater)
MacMillan ist ein Einschlagkrater im östlichen Randgebiet des Mare Imbrium. Er liegt südwestlich einer einzelnen Erhebung nahe den südwestlichen Ausläufern des Archimedes-Gebirges.
MacMillan bildet eine schüsselförmige Vertiefung in der Oberfläche, die in ihrer Albedo dem nahegelegenen Mondmeer gleicht. Die Kraterränder erscheinen demgegenüber etwas heller.
Ehe der Krater 1976 durch die Internationale Astronomische Union (IAU) seinen eigenen Namen erhielt, wurde er als Archimedes F bezeichnet.